# Златна
Златна (рум. Zlatna) — місто у повіті Алба в Румунії. Адміністративно місту підпорядковані такі села (дані про населення за 2002 рік):
- Ізвору-Ампоюлуй (373 особи)
- Ботешть (106 осіб)
- Будень (72 особи)
- Валя-Міке (457 осіб)
- Вилторі (202 особи)
- Галац (393 особи)
- Доброт (19 осіб)
- Думбрава (16 осіб)
- Дялу-Роатей (30 осіб)
- Петринджень (379 осіб)
- Пиреу-Груюлуй (235 осіб)
- Поду-луй-Паул (98 осіб)
- Піріта (160 осіб)
- Рунк (42 особи)
- Руші (45 осіб)
- Сусень (158 осіб)
- Тримпоєле (519 осіб)
- Фенеш (1019 осіб)

Місто розташоване на відстані 291 км на північний захід від Бухареста, 27 км на захід від Алба-Юлії, 79 км на південь від Клуж-Напоки.

## Населення
За даними перепису населення 2002 року у місті проживали 8612 осіб.
Національний склад населення міста:
| Національність | Кількість осіб | Відсоток |
| -------------- | -------------- | -------- |
| румуни         | 8367           | 97,2%    |
| цигани         | 179            | 2,1%     |
| угорці         | 57             | 0,7%     |
| німці          | 4              | < 0,1%   |
| українці       | 1              | < 0,1%   |

Рідною мовою назвали:
| Мова      | Кількість осіб | Відсоток |
| --------- | -------------- | -------- |
| румунська | 8533           | 99,1%    |
| угорська  | 50             | 0,6%     |
| циганська | 22             | 0,3%     |
| німецька  | 3              | < 0,1%   |

Склад населення міста за віросповіданням:
| Релігія                                       | Кількість осіб | Відсоток |
| --------------------------------------------- | -------------- | -------- |
| православні                                   | 8319           | 96,6%    |
| римо-католики                                 | 72             | 0,8%     |
| баптисти                                      | 51             | 0,6%     |
| реформати                                     | 34             | 0,4%     |
| греко-католики                                | 34             | 0,4%     |
| п'ятдесятники                                 | 17             | 0,2%     |
| не релігійні                                  | 15             | 0,2%     |
| атеїсти                                       | 4              | < 0,1%   |
| адвентисти                                    | 3              | < 0,1%   |
| лютерани (Синодально-пресвітеріанська церква) | 3              | < 0,1%   |
| мусульмани                                    | 2              | < 0,1%   |
| старообрядці                                  | 1              | < 0,1%   |
| лютерани                                      | 1              | < 0,1%   |
| не вказали релігію                            | 4              | < 0,1%   |

## Зовнішні посилання
- Дані про місто Златна на сайті Ghidul Primăriilor [Архівовано 16 січня 2013 у Wayback Machine.]